# Присяга дарування
Присяга дарування (англ. The Giving Pledge) — філантропічна кампанія, що розпочалася в червні 2010 року з ініціативи американських мільярдерів Воррена Баффетта й Білла Гейтса. Офіційний сайт говорить, що «це спроба надихнути найбагатших людей та їхні сім'ї пожертвувати більшу частину їхніх статків на філантропію». До грудня 2010 року 69 мільярдерів зі США приєдналися до кампанії та пообіцяли віддати від 50 % свого капіталу на благодійність. У списку філантропів опинилися такі відомі мільярдери, як Майкл Блумберг, Джордж Лукас, Девід Рокфеллер, Тед Тернер та інші. Таким чином, мінімальна сума становитиме 125 000 000 000 доларів (станом на серпень 2010.
Згідно з Присягою, пожертви можуть бути зроблені як за життя дарувальника, так і після його смерті. Присяга є моральним зобов'язанням і не завірена юридично.
Вона передбачає одну умову — ті, хто зобов'язався віддати свої гроші для доброчинності, повинні публічно підтвердити свої наміри, підписавши письмове зобов'язання. «Я присвячую велику частину мого майна справі поліпшення освіти. У цьому ключ до виживання роду людського», — написав кінорежисер Джордж Лукас у своєму листі в «Присягу дарування». Тим часом нафтовий магнат Томас Бун Пікенс у листі, розміщеному на сайті Givingpledge.org, зізнався: «Я давно заявляв, що отримую задоволення від того, що заробляю гроші, але також я отримую задоволення від того, що віддаю їх. Мені більше подобається заробляти гроші, але віддавати їх — посідає у мене друге місце».
Воррен Баффетт заявив, що був би радий зустрітися з мільярдерами з Індії та Китаю і обговорити з ними ідеї філантропії. В березні 2011 року Шон Белден, Гейтс і Баффетт відвідали Індію, щоб обговорити там питання приєднання до Присяги дарування. Французькі мільярдери Арно Лагардер і Ліліан Беттанкур зустрічалися з Баффеттом, але відмовилися приєднатися до Присяги дарування, не даючи коментарів із цього приводу.

## Список учасників
- Пол Аллен
- Джон Арнольд і Лаура Арнольд
- Воррен Баффетт
- Маккензі Безос
- Майкл Блумберг
- Елі Брод і Едіт Брід
- Джон Гантсмен і Карен Гантсмен
- Баррон Гілтон
- Дейв Голдберг
- Джон Доерр і Енн Доерр
- Баррі Діллер та Діана фон Фюрстенберг
- Білл Гейтс та Мелінда Гейтс
- Ірвін Джейкобс і Джоан Джейкобс
- Ларрі Еллісон
- Джордж Кайзер
- Кеннет Лангон та Ілейн Лангон
- Леон Леві (вдова Шелбі Вайт)
- Джеррі Ленфест і Маргарит Ленфест
- Лоррі Локі
- Джордж Лукас
- Альфред Манн
- Бернард Маркус і дружина Біллі Маркус
- Том Монаган
- Джон Моргрідж і Таша Моргрідж
- П'єр Омідьяр і Пем Омідьяр
- Бернард Ошер і Барбо Ошер
- Рональд Перельман
- Пітер Петерсон
- Томас Пікенс
- Віктор Пінчук
- Джуліан Робертсон-мол.
- Девід Рокфеллер
- Девід Рубінштейн
- Джеймс Гарріс Саймонс і Мерилін Саймонс
- Герберт Сендлер та Меріон Сендлер
- Роджер Сент і Вікі Сент
- Волтер Скотт-мол.
- Джефрі Сколл
- Том Стейєр і Кет Тейлор
- Джеймс Стауерс і Вірджинія Стауерс
- Патрік Сун-Шіонг і Мішель Чан
- Стенфорд Вейл і Джоан Вейл
- Тед Тернер
- Марк Цукерберг